# Л
Л (gemen: л) är en bokstav i det kyrilliska alfabetet. Den uttalas som l (bokstaven L) och härstammar från den grekiska bokstaven lambda (Λ, λ). Vid transkribering av ryska skriver man l i svensk text och [l] i IPA. Vid translitteration till latinska bokstäver enligt ISO 9 motsvaras bokstaven också av l.

## Teckenkoder i datorsammanhang
| Teckenkoder        | Versal: Л                  | Gemen: л                 |
| ------------------ | -------------------------- | ------------------------ |
| Namn (Unicode)     | CYRILLIC CAPITAL LETTER EL | CYRILLIC SMALL LETTER EL |
| Kodpunkt (Unicode) | U+041B                     | U+043B                   |
| HTML               | &#1051;                    | &#1083;                  |